# The Prisoners
I Prisoners sono una mod revival e garage band inglese in attività tra il 1980 ed il 1986. Sono oggi considerati da molta critica come uno dei gruppi più importanti della scena di Medway. Nel 2024 sono tornati in studio per registrare l'album Morning Star.

## Storia
Nacquero a Rochester nel 1980 dall'unione di Graham Day, Allan Crockford, James Taylor e Johnny Symons producendo l'anno dopo il loro primo demo. Debuttarono poi con il loro primo album musicale, nel 1982, A Taste of Pink! sulla loro etichetta discografica coniata per l'occasione con il nome Own-Up. L'album sancì poi l'ingresso del quarto membro dei Prisoners, l'organista James Taylor.
L'anno successivo pubblicano The Wisermiserdemelza, con la Big Beat Records, un album caratterizzato da forti influenze garage del rock anni sessanta, così come l'EP (1984) Electric Fit che contiene Melanie, canzone grazie alla quale hanno partecipato a programmi televisivi nazionali, aumentando la visibilità del gruppo al grande pubblico.
Nel 1985 i Prisoners tornano alla prima casa discografica, la Own-Up, ed escono con l'album The Last Fourfathers che denota un certo cambio di stile, abbracciando le ultime scie del mod revival, ma senza abbandonare le radici psichedeliche degli esordi; l'anno successivo pubblicano con la Stiff Records il loro quarto ed ultimo album in studio, In from the Cold, contenente un ri-arrangiamento di Whenever I'm Gone.
Quest'ultimo lavoro ebbe un discreto successo tra la critica, ma non piacque molto alla band, per via del suono molto 'pop', e fu una concausa dello scioglimento della stessa.
Dopo essersi sciolta i membri prendono strade differenti: James Taylor forma i James Taylor Quartet, mentre Graham Day partecipa a progetti come The Solarflares, Thee Mighty Caesars, The Prime Movers (insieme a Fay Hallam dei Makin' Time),  ed i Graham Day & the Gaolers.
Nel 1997 si riuniscono per registrare Shine on Me, ad oggi ultimo singolo della band.
Secondo alcuni critici i Prisoners ed il loro lascito musicale, hanno influenzato fortemente la scena Madchester inglese, su tutti gruppi come Inspiral Carpets e Charlatans.

## Membri

### Formazione originale
- Graham Day - cantante e chitarrista
- James Taylor - hammondista
- Allan Crockford - bassista
- Johnny Symons - batterista

## Discografia

### Album
- 1982 - A Taste of Pink!
- 1983 - The Wisermiserdemelza
- 1985 - The Last Fourfathers
- 1986 - In from the Cold
- 2024 - Morning Star

### Raccolte
- 1984 - The Revenge of The Prisoners
- 1988 - Rare and Unissued
- 2004 - Hurricane: The Best of The Prisoners

### Live
- 1985 - The Last Night at The MIC
- 1985 - Thee Milkshakes vs. The Prisoners

### EP
- 1984 - Electric Fit

### Singoli
- 1983 - Hurricane
- 1983 - There's a Time
- 1986 - Whenever I'm Gone
- 1997 - Shine on Me